# Bársonyvirág

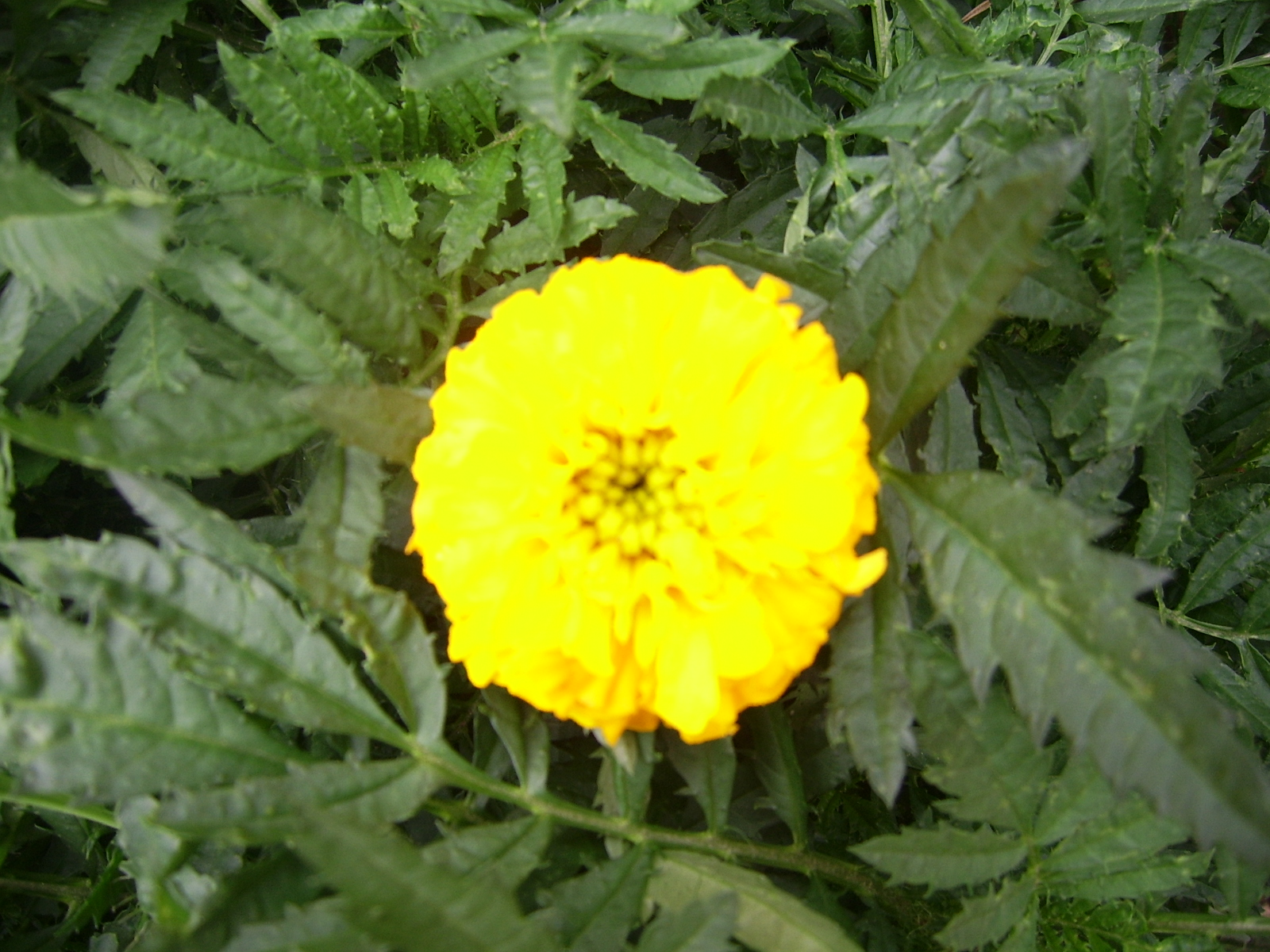
Büdöske

A bársonyvirág vagy büdöske (Tagetes) az őszirózsafélék családjába tartozó őszirózsaformák alcsalád (Asteroideae) egyik nemzetsége mintegy húsz fajjal. Népi nevei borsola, bársonyvirág, büdös rózsa – ez utóbbi erős szagára utal. Bársonyvirág elnevezését finom tapintású virágai után kapta.

## Származása, élőhelye
Amerika melegebb részeiről származik, de kerti virágként a világ nagy részén elterjedt. Európába már a 16. század közepén (1535 után, de 1560 előtt) áthozták. A 18. századra általánosan elterjedt a magyar kertekben, bár az előkelők erős szaga miatt közönségesnek bélyegezték és mérgezőnek tartották.
Fontosabb fajai:
- Nagy büdöske (Tagetes erecta L. 1753) – egyéb neve: kassairózsa
- Lemmon-büdöske (Tagetes lemmonii)
- Fényes bársonyvirág (Tagetes lucida Cav. 1795-96)
- Tagetes minuta L. 1753
- Citromillatú büdöske (Tagetes nelsonii)
- Kis büdöske vagy alacsony büdöske (Tagetes patula) L. 1753
- Törpe büdöske vagy apró büdöske (Tagetes tenuifolia Cav. 1793) – egyéb neve: szeldeltlevelű bársonyvirág

A Kárpát-medencében főként a nagy büdöske és a kis büdöske terjedt el.

## Megjelenése
Bóbitája pikkelyes; a sárga virágokat csövesen összeforrt fészeklevélkék fogják közre.

## Felhasználása
Virágszirmaival gyógyteákat, salátákat, köreteket ízesíthetünk. A sáfrányt is helyettesíthetjük vele, és van citrom zamatú változata is. Összevágott szirmait rizshez, liszthez keverve és levesekbe is ajánlják. 